# Vizcondado de Santa Clara
El vizcondado de Santa Clara es un título nobiliario español creado, como vizcondado previo, el 15 de octubre de 1880 por el rey Alfonso XII para la concesión del condado de Galarza. Esta dignidad vizcondal quedó habilitada, con fecha posterior, de 21 de julio de 1891, por la reina-regente María Cristina de Habsburgo Lorena, en nombre de Alfonso XIII, en favor de Vicente Galarza y Pérez Castañeda, abogado, profesor de filosofía y arqueólogo, quién era hijo de Vicente Galarza y Zuloaga, I conde de Galarza, y de Teresa Pérez Castañeda y Triana.
Este título no ha sido solicitado o rehabilitado por ninguno de los posibles herederos del primer titular por lo que, según la legislación española sobre títulos nobiliarios, se encuentra actualmente caducado.

## Vizcondes de Santa Clara
|                           | Titular                                 | Periodo                   |
| Concesión por Alfonso XII | Concesión por Alfonso XII               | Concesión por Alfonso XII |
| ------------------------- | --------------------------------------- | ------------------------- |
| I                         | Vicente Galarza y Pérez Castañeda       | 1891-1909                 |
| II                        | Julio Vicente Galarza y Pérez Castañeda | 1909-1936                 |
| III                       | Manuel de Massó y Galarza               | 1944-¿?                   |
| Título caducado           |                                         |                           |

## Historia de los vizcondes de Santa Clara

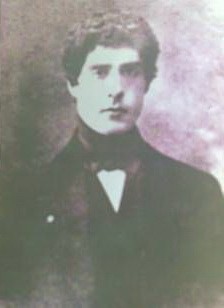
Vicente Galarza y Pérez Castañeda, I vizconde de Santa Clara.

- Vicente Galarza y Pérez Castañeda (1881-1938), I vizconde de Santa Clara.[2][3]

Sin descendientes. Le sucedió, en 1909, su hermano mayor:
- Julio Vicente Galarza y Pérez Castañeda (1871-1936), II vizconde de Santa Clara[2] y II conde de Galarza.[3][4]

Falleció soltero. En 1944, tras autorización provisional extendida por la Diputación de la Grandeza, le sucedió su sobrino, hijo de Consuelo María Bernarda de Galarza y Pérez-Castañeda —su hermana— y Manuel Massó y Ferrer:
- Manuel de Massó y Galarza (1901-¿?), III vizconde de Santa Clara,[2] III conde de Galarza.[3][4]

Casó en Madrid con Eugenia Fenault y Jurgens.